# Największy amerykański bohater

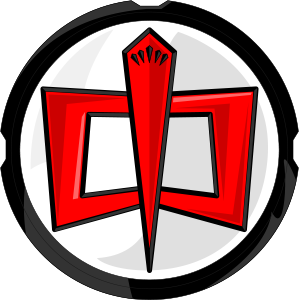
logo Największego Amerykańskiego Bohatera, własność Stephen J. Cannell Productions

Największy amerykański bohater (tytuł oryg. The Greatest American Hero) – amerykański serial telewizyjny, oryginalnie emitowany w stacji ABC od marca 1981 do lutego 1983 roku. W rolach głównych występowali William Katt, Michael Paré, Robert Culp, Connie Sellecca i Faye Grant. W Stanach Zjednoczonych serial uchodzi za kultowy.

## Obsada
- William Katt – Ralph Hinkley / Ralph Hanley
- Robert Culp – Bill Maxwell
- Connie Sellecca – Pam Davidson
- Faye Grant – Rhonda Blake
- Michael Paré – Tony Villicana
- Jesse D. Goins – Cyler Johnson
- William Bogert – Les Carlisle